# Spilogona melas
Spilogona melas är en tvåvingeart som först beskrevs av Ignaz Rudolph Schiner 1868.  Spilogona melas ingår i släktet Spilogona och familjen husflugor. Inga underarter finns listade i Catalogue of Life.